# Turbulens

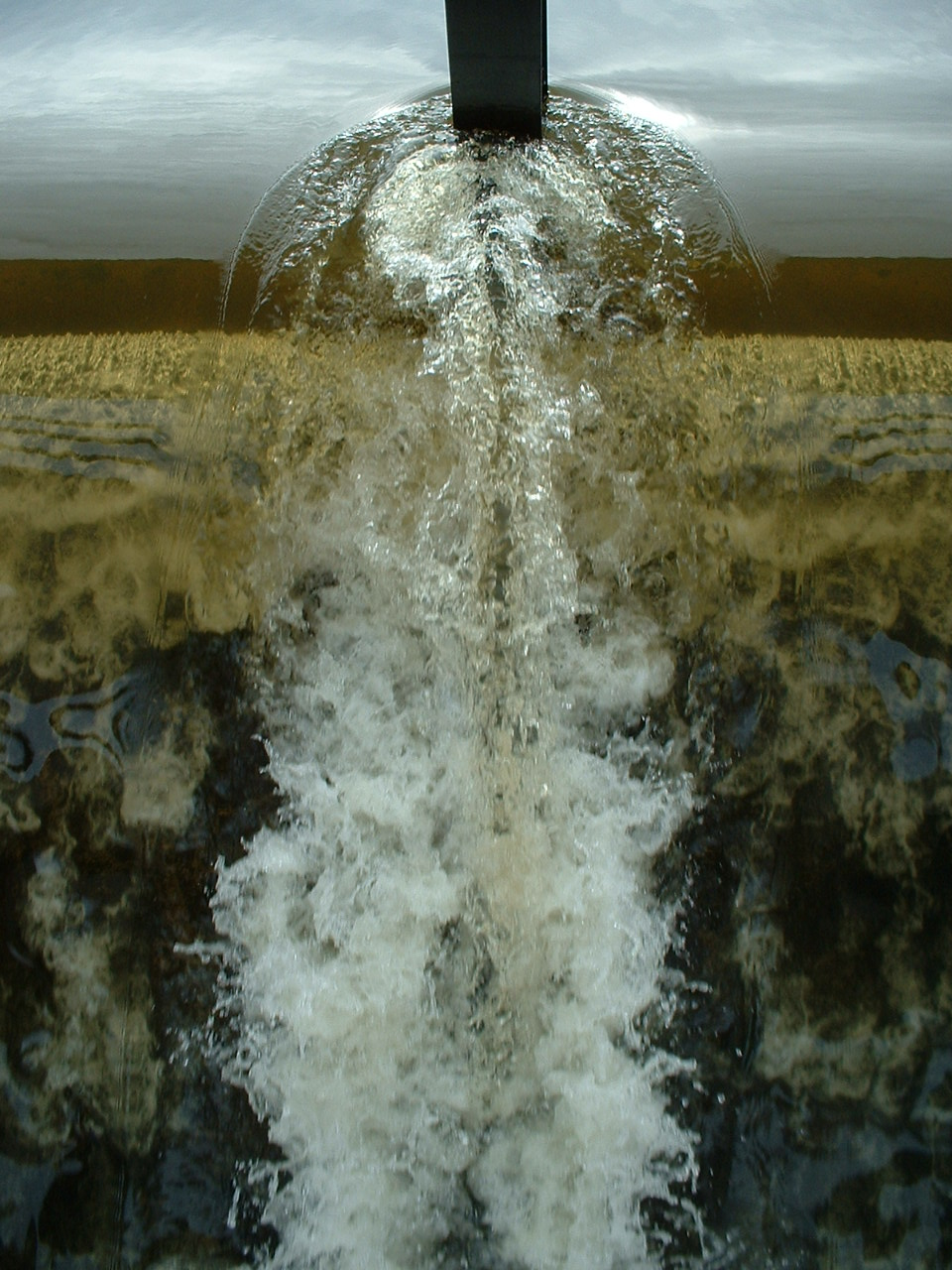
Ett föremål som stör ett vattenflöde ger upphov till turbulens.

Turbulens är ett samlingsbegrepp inom främst flödesdynamiken för de flöden som sker vid förhållandevis hög hastighet, låga friktionskrafter och låg viskositet. Ett annat sätt att uttrycka det är att turbulens kan förekomma vid stora reynoldstal. Det finns ingen exakt definition av turbulens. Ett flöde kan också vara laminärt.

## Betydelse
Turbulenta flöden är slumpmässiga i den betydelsen att det inte går att förutse vilken hastighet ett flöde ska ha på en viss plats vid en viss tidpunkt. Däremot går det att beskriva det statistiskt. Det är även icke-linjärt då små störningar kan medföra stora förändringar av flödet. Ju högre reynoldstalet är desto mer känsligt är flödet för störningar och desto sannolikare är det att flödet blir turbulent. Turbulens medför även en ökad diffusion då turbulens kännetecknas av snabbt varierande flöden i olika riktningar.
Vid turbulens bildas relativt stora virvlar som efter hand bildar flera mindre virvlar som i sin tur så småningom upplöses, varigenom deras rörelseenergi blir till värme. Tendensen att storskaliga variationer efter hand omvandlas till småskaliga variationer gäller även för andra skalärer.
I tekniska anordningar kan det finnas fördelar med att försöka påverka turbulensen på olika sätt.
Vid kemiska processer, till exempel förbränning i en bilmotor, är det en fördel med omfattande turbulens i cylindern; ju snabbare syre- och bränslemolekyler kommer i kontakt med varandra, desto snabbare och fullständigare blir förbränningen.
För bilar eftersträvas lägsta möjliga luftmotstånd för att minska bränsleförbrukningen. Ju mer turbulent flödet blir runt bilen, desto större rörelsemängd går från bilen till luften och skapar virvlar runt och bakom bilen. Av denna anledning använder biltillverkare vindtunnelprov för att få fram bästa form på bilen.

## Historia
De första systematiska studierna av turbulens gjordes av Osborne Reynolds. Han studerade 1883 flöden i rör och kom därigenom fram till Reynoldstalet som används för att uppskatta när ett flöde blir turbulent. Under 1920- och 1930-talen införde G I Taylor av det grundläggande statiska verktygen som senare använts för att studera turbulens som bland annat korrelationsfunktioner och turbulensspektrumet. Han införde även idén att använda sig homogen, isotropisk turbulens som en förenkling för att studera turbulens.
Lewis Fry Richardson föreslog 1923 att det sker en kaskad av energi från större till mindre skalor.

## Analys av turbulenta flöden
Även om ett turbulent flöde är ett slumpmässigt fenomen där de enskilda detaljerna inte går att förutse, går det ändå att förutse dess statistiska egenskaper.
För att modellera flöden som är turbulenta används metoder som RANS (Reynolds Averaging Navier-Stokes Simulation), LES (Large-Eddy Simulation) och DNS (Direct Numerical Simulation).
För att analysera turbulens görs ofta en så kallad Reynoldsdekomposition där värdet för en viss variabel (till exempel hastigheten) delas upp i en medelvärdesdel och en fluktuerande del ({\displaystyle U_{i}={\overline {U_{i}}}+u_{i}}, där ({\displaystyle U_{i}} är hastigheten i en viss punkt, {\displaystyle {\overline {U_{i}}}} är medelhastigheten i samma punkt och {\displaystyle u_{i}} är den fluktuerande delen).
I flera sammanhang kan den så kallade turbulenta energin vara intressant. Den definieras som rörelse-"energin" hos den fluktuerande delen: {\displaystyle {\overline {u_{i}^{2}}}/2}

### Homogen, isotropisk turbulens
Att genomföra matematiska beräkningar för turbulenta flöden är ofta mycket komplicerat, därför används ofta två antaganden för att förenkla beräkningarna. Flödet förutsätts vara homogent, det vill säga vara statiskt lika oberoende av på vilken plats man mäter. Det förutsätts även vara isotropiskt, med vilket avses att det inte gör någon statistisk skillnad i vilken riktning man genomför mätningar. I praktiken förekommer aldrig sådana flöden. Det har dock visats att modeller baserade på homogen, isotropisk turbulens kan vara användbara även för flöden som avviker relativt mycket från idealförhållandena.

#### Spektrum
För att studera det turbulenta spektrumet krävs att man utgår från homogen, isotropisk turbulens. Med utgångspunkt från isotropisk turbulens och genom mätningen av turbulens under förhållanden som ligger nära dessa idealförhållanden går det att skapa ett energispektrum som anger hur den turbulenta energin är fördelad mellan olika våglängder.
Spektrum redovisas vanligen som en- eller tredimensionella.
Det tredimensionella spektrumet når sitt maximum vid våglängder som motsvarar den integrerade längsskalan, därefter avtar tätheten proportionellt mot {\displaystyle k^{5/3}} i enlighet med Andrej Kolmogorovs teori för dissipation ner till Kolmogorskalan.
Genom att ta fouriertransformen av spektrumet går det att få fram tvåpunktskorrelationen för flödet.
Överförandet av turbulent energi från större till mindre virvlar kan beskrivas med Lin's ekvation: {\displaystyle {\frac {\delta E}{\delta t}}=T-2\nu k^{2}E}

### Statistiska analysverktyg
För att beskriva använd bland annat täthetsfunktioner och centralmoment av olika ordningar som standardavvikelsen/kvadratiskt medelvärde, skevhet och toppighet.
Det kvadratiska medelvärdet av {\displaystyle u_{i}} brukar kallas u'.

#### Tvåpunktskorrelation
Ju längre ifrån varandra man mäter två hastigheter desto mindre sannolikt är det att de är likadana. Genom att ta medelvärdet av produkten av hastigheterna får man ett mått på hur pass lika de är, taget över tiden formuleras detta som: 
{\displaystyle R_{i,j}(\mathbf {x} ,t_{1},t_{2})={\overline {u_{i}(\mathbf {x} ,t_{1})u_{j}(\mathbf {x} ,t_{2})}}}, x är en punkt i rummet, t är tidpunkter, överstrecket står för medel taget över rummet
Taget i rummet blir det istället:
{\displaystyle R_{i,j}(\mathbf {x} _{1},\mathbf {x} _{2},t)={\overline {u_{i}(\mathbf {x} _{1},t)u_{j}(\mathbf {x} _{2},t)}}}, x är en punkt i rummet, t är tidpunkter, överstrecket står för medel taget över tiden.
Den senare varianten skrivs även som {\displaystyle R_{i,j}(\mathbf {r} ,t)={\overline {u_{i}(0,t)u_{j}(\mathbf {r} ,t)}}}, där r betecknar avståndet till mätpunkten.
Beroende på vilken hastighetskomponent man mäter avtar korrelationen olika snabbt. Följer man en komponent som är vinkelrätt till hastighetskomponenten (transvers korrelation) avtar korrelationen snabbare än om man följer samma komponent som hastighetskomponenten (longitudinell korrelation).
Det går att visa att {\displaystyle g(r,t)=f+{\frac {1}{2}}r{\frac {\vartheta f}{\vartheta r}}} där f är en funktion som beskriver den longitudinella korrelation och g är en funktion som beskriver den transversa korrelationen. 
Korrelationen är en fouriertransform av det turbulenta spektrumet.

## Skalor
Den längsta skalan som brukar användas för turbulenta flöden är den integrerade längds- eller tidsskalan. Den fås genom att man integrerar tvåpunktskorrelationen samt normaliserar med u' (som är samma sak som {\displaystyle R_{i,j}(0,t)}) :
{\displaystyle \int _{0}^{\infty }{\frac {R_{i,j}(\mathbf {r} ,t)}{u'}}\,d\mathbf {r} }.
Den transversa längdskalan är hälften så stor som den longitudinella längdskalan.

### Personer
- George Batchelor
- Theodore von Kármán
- Andrei Kolmogorov
- Ludwig Prandtl
- Osborne Reynolds
- Geoffrey Ingram Taylor

### Mätmetoder
- Particle Image Velocimetry
- Varmtrådsanemometer

### Skalor
- Kolmogorovskala(?)
- Taylorskala(?)
- Integrerad längdskala(?)